# Lijst van uitgestorven dieren in Martinique en Guadeloupe
Dit is de lijst van uitgestorven dieren in Martinique en Guadeloupe. Martinique en Guadeloupe behoren tot de 26 afdelingen van Frankrijk, en hebben vrijwel dezelfde status als de afdelingen van het Franse vasteland.

## Zoogdieren
- Martinique-reuzenrijstrat, Megalomys desmarestii (1902, Martinique)
- Caribische Monniksrob, Monachus tropicalis (1952, Guadeloupe)

## Vogels
- Guadeloupe Bewick-winterkoningThryomanes bewickii brevicauda (Guadeloupe)
- Guadeloupe Holenuil, Speotyto cunicularia guadeloupensis
- Guadeloupe Aratinga, Aratinga labati (18e eeuw)
- Guadeloupe Amazone, Amazona violacea (1779)
- Guadeloupe Ara, Ara guadeloupensis (1760)
- Martinique Huiswinterkoning, Troglodytes aedon martinicensis
- Martinique Amazone, Amazona martinicana (1779)

## Reptielen
- Ameiva major
- Martinique Hagedis, Leiocephalus herminieri (circa 1830)

## Weekdieren
- Ameiva cineracea (begin 20e Eeuw, Guadeloupe)
- Amphicyclotulus guadeloupensis (Guadeloupe)
- Incerticyclus cinereus (Martinique)
- Incerticyclus martinicensis (Martinique)
- Oleacina guadeloupensis (Guadeloupe)
- Pleurodonte desidens (Martinique)